# 黄鸿森
黄鸿森（1921年11月—2020年2月20日），男，浙江瑞安人，中国辞书学家，翻译家。

## 生平
1921年11月生于浙江瑞安。是瑞安黄氏族人。受过小学教育。少年时当过酒店、印刷店学徒。抗日时期参加救亡工作，做过政府机关职员。1945年抗日战争胜利后任上海《大众夜报》和《自由论坛晚报》记者，为《大公报》、《经济周报》、《观察》周刊、《新路》周刊撰写经济问题的文章和通讯。1949年入华东新闻学院学习，结业后任新华社资料员。
1954年以反革命罪被处以五年有期徒刑。先是在北京监狱织布厂劳动改造，1955年初调入翻译组。1959年9月出狱后任北京编译社编译。1978年12月十一届三中全会以后获平反。1979年6月后，任中国大百科全书出版社编辑、编审，全国术语标准化技术委员会顾问。参与《北京百科全书》《黑龙江百科全书》《澳门百科全书》《中华人民共和国国史百科全书》《苏联百科辞典》《剑桥百科全书》《不列颠百科全书（国际中文版）》等工具书的编纂工作，主要译著《世界通史》《近代史》《神话辞典》《欧文选集》《圣西门学说释义》《古巴地理》《世界著名思想家评传》，专著《报刊纠错例说》《百科全书编纂求索》《回顾和前瞻——百科全书编纂思考》《当代辞书过眼录》等。2008年获中国辞书学会第二届辞书事业终身成就奖。2020年2月20日在北京逝世。